# 平阳公主 (金朝)
平阳长公主（12世纪1122年后—1182年），金朝辽王完颜宗干的女儿，完颜亮的同母妹妹，母亲渤海人大氏，丈夫徒单贞。
皇统九年（1149年），完颜亮、徒单贞等杀害金熙宗。完颜氏当是在完颜亮登基后，受封为平阳长公主。金世宗即位，废除了完颜亮父子的皇帝尊号，平阳长公主改封永平县主，她和徒单贞的女儿徒单氏为金世宗皇太子完颜允恭的太子妃。大定二十二年（1182年），徒单贞以杀害金熙宗之罪被杀，永平县主同时被赐死。金章宗即位，追赠外祖母为梁国公主。